# Zlatenské předhůří
Zlatnianské predhorie je geomorfologickou částí Velkého Tribeče, podcelku pohoří Tribeč.  Leží ve střední části podcelku, severozápadně od Zlatých Moraviec. 

## Polohopis
Území se nachází ve střední části pohoří Tribeč a zabírá jižní část podcelku Veľký Tribeč. Vytváří úzký pás, vedoucí od Súlovce na západním okraji pohoří, po Velčice a Žikavu na východním okraji, severně od Zlatých Moraviec. Zlatnianské predhorie z velké části sousedí s částmi pohoří Tribeč, jmenovitě na severozápadě se krátkým úsekem dotýká Hornonitrianské predhorie, severně navazuje Vysoký Tribeč, obě části Velkého Tribča. Na východě sousedí Skýcovská vrchovina (část Rázdiela) a jihozápadně podcelek Jelenec a část Kostolianská kotlina. Na západním okraji malým úsekem sousedí Podunajská pahorkatina s částí Tribečské podhorie a jihovýchodní okraj přechází do Žitavské pahorkatiny. 
Západní úbočí patří do povodí Nitry, kam směřuje nejvýznamnější přítok Dubnica. Střední a východní část odvodňují přítoky říčky Žitava, do které ústí Čerešňový potok, Stránka či Jarky. Ze sídel leží hlouběji v předhůří pouze Zlatno, na okraji pak Velčice a Žikava na jihovýchodě a Súlovce na západním okraji. 

## Chráněná území
Západní a střední část Zlatnianského predhoria patří do Chráněné krajinné oblasti Ponitrie, východní část je z ní vyňata. Zvláště chráněným územím je v jižní části ležící chráněný areál Zubří obora v Topoľčiankách. 

## Turismus
Turisticky atraktivní lokality jsou zejména Zubří obora v Topoľčiankách v jihovýchodní části a ruiny Čierneho hradu v blízkosti obce Zlatno. Oblastí vede několik značených turistických tras, směřujících do vyšších částí pohoří.

### Turistické trasy
- po  červeně značené Ponitrianské magistrále z Kostolan pod Tribečom přes Veľký Tribeč a Zlatno na Hrušovský hrad
- po  modře značeném chodníku ze Zlatna do sedla Rakyta
- po  žluté trase ze Zlatna na Čierny hrad[2]